# Radio Aurès
Radio Aurès est une station radio régionale appartenant à la Radio algérienne et basée dans la ville de Batna. Elle diffuse ses programmes dans les deux langues l'arabe et le berbère.

## Histoire

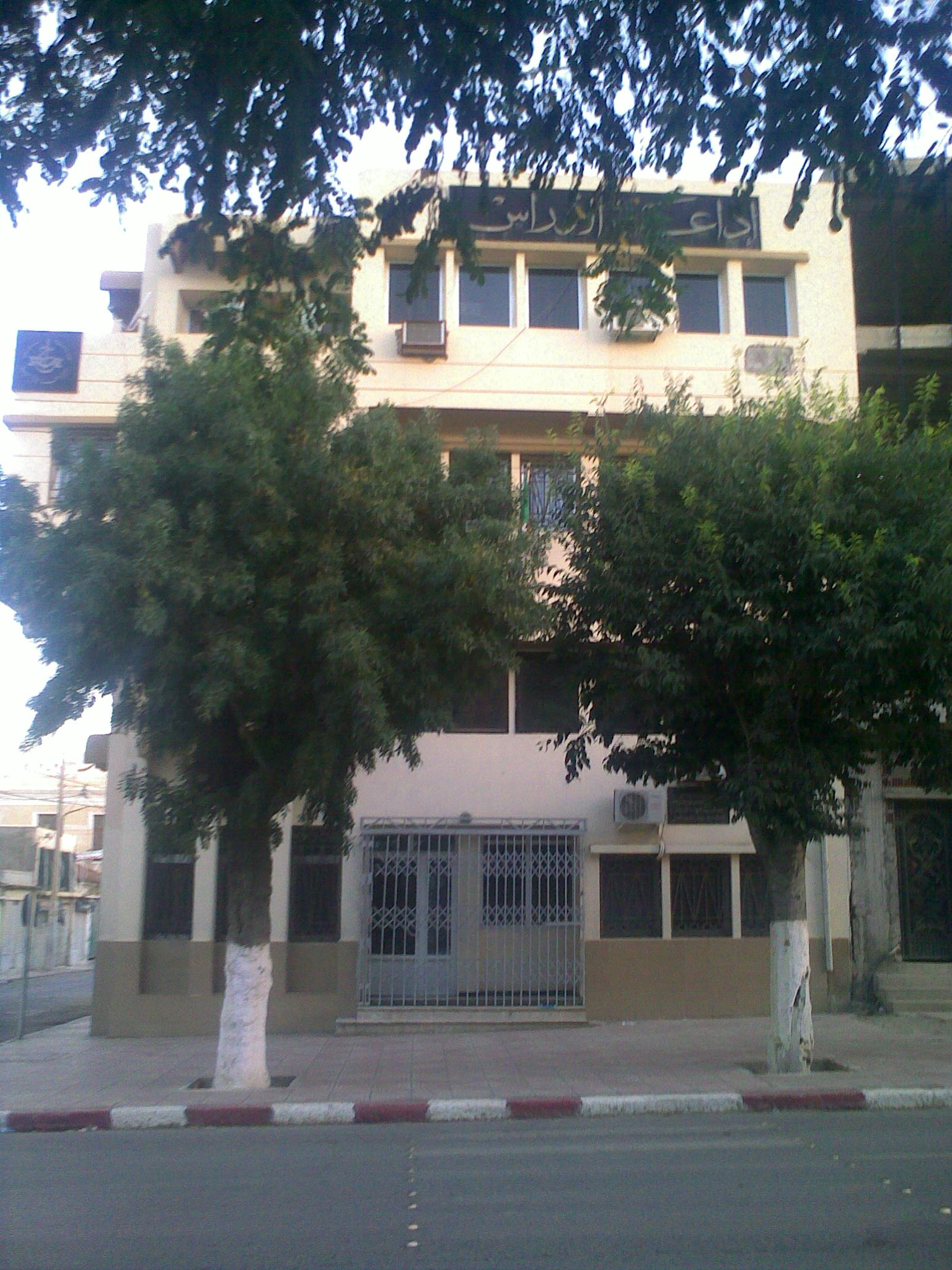
Le siège social de Radio Aurès à Batna

La Radio régionale de Batna est inaugurée le 29 décembre 1994. À cette époque, elle se dotait d’une seule antenne émettrice installée à Djebel Metlili (mont au nord-ouest de Batna). 
Grâce aux efforts et aux financements des autorités locales de la wilaya, quatre autres relais vont être installés[Quand ?], pour couvrir les régions montagneuses d'Arris (60 km de Batna), de Khenchela et d'Oum El Bouaghi.